# 李雲起
李雲起（1624年7月13日—1649年），號從龍，北直隸永平府昌黎縣人，清朝政治人物。

## 生平
崇禎十五年（1642年），李雲起中式壬午科順天鄉試舉人。清朝入關，於順治三年（1646年）首開春闈，李雲起登進士，授山西黎城知縣。不久，姜瓖叛清，重新歸附南明。清兵南下擊潰叛軍，趙聯芳、胡尚文起兵，雲起因此被殺害，朝廷追贈雲騎尉世職。

## 家族
曾祖李國卿，省祭；祖父李維極，歲貢、保寧府通判；父李毓舟，貢生、通判，妻白氏，在雲起死後侍奉舅姑生養死葬，獲得旌表。

## 引用
1. 1 2  《順治三年丙戌科進士三代履歷》：李雲起，曾祖國卿，省祭；祖維極，四川保寧府通判；父毓舟，通判。從龍，詩二房，甲子五月二十八日生，昌黎人，壬午一百四名，會試十七名，三甲一百九十八名，授山西黎城知縣。
2. ↑  民國《昌黎縣志·卷八·人物志下》：李雲起，順治丙辰進士，知山西黎城縣事，姜瓖之變，大兵南下，賊潰而土寇趙聯芳、胡尚文作亂，雲起死焉，世襲雲騎尉。 《山西通志》
3. ↑  康熙《黎城縣志·卷三》：李雲起，直隸昌黎進士，順治六年任黎城令，為土寇趙聯芳等所殺。
4. ↑  乾隆《潞安府志》·卷十七·名宦：李雲起，昌黎人，順治三年以進士任黎城知縣，姜逆之變，大兵南下，賊崩潰而土寇趙聯芳、胡尚文煽亂，雲起死焉。
5. ↑  民國《昌黎縣志·卷九·人物志列女上》：白氏，進士李雲起妻，雲起任黎城令死於寇，氏年二十無子，矢節侍舅姑生養死葬，紡績自給，題請旌表。